# Hermann Brouwers
Hermann Brouwers (* 5. August 1900 in Homberg; † unbekannt) war ein deutscher nationalsozialistischer Funktionär, der 1936 zum Landeskulturwalter ernannt und ab 1937 das Reichspropagandaamt im Gau Düsseldorf leitete.

## Leben
Brouwers trat zum 1. Mai 1930 in die NSDAP ein (Mitgliedsnummer 242.764). Als 1937 in Düsseldorf das Reichspropagandaamt aus der Landesstelle Thüringen des Reichsministeriums für Volksaufklärung und Propaganda gebildet wurde, übernahm er als bisheriger Landeskulturwalter dessen Leitung. Erfolglos vorgeschlagen wurde Brouwers auf der Liste des Führers zur Wahl des Großdeutschen Reichstages am 10. April 1938.